# 高田孝治
高田 孝治（たかだ こうじ、1940年8月10日 - 2015年6月25日）は、日本の実業家。讀賣テレビ放送株式会社元顧問・相談役・代表取締役会長・代表取締役社長。一般社団法人日本民間放送連盟元副会長。

## 人物・経歴
東京都出身。1964年、上智大学経済学部経済学科を卒業後、株式会社読売新聞社へ入社。経済部・社会部記者を経てメディア戦略局長として、インターネット・テレビを通じた報道プログラム制作に携わった。
2002年4月1日に讀賣テレビ放送株式会社の専務取締役に迎えられ、2004年4月1日に讀賣テレビ放送代表取締役副社長。2005年6月22日より代表取締役社長を、2009年6月18日より代表取締役会長を、2011年6月17日より相談役を務めて、2012年6月22日より顧問。
また、2010年4月から2012年3月までの間、一般社団法人日本民間放送連盟副会長を務めた。
2015年6月25日、心不全のため死去。74歳没。